# Tscherwen (Belarus)

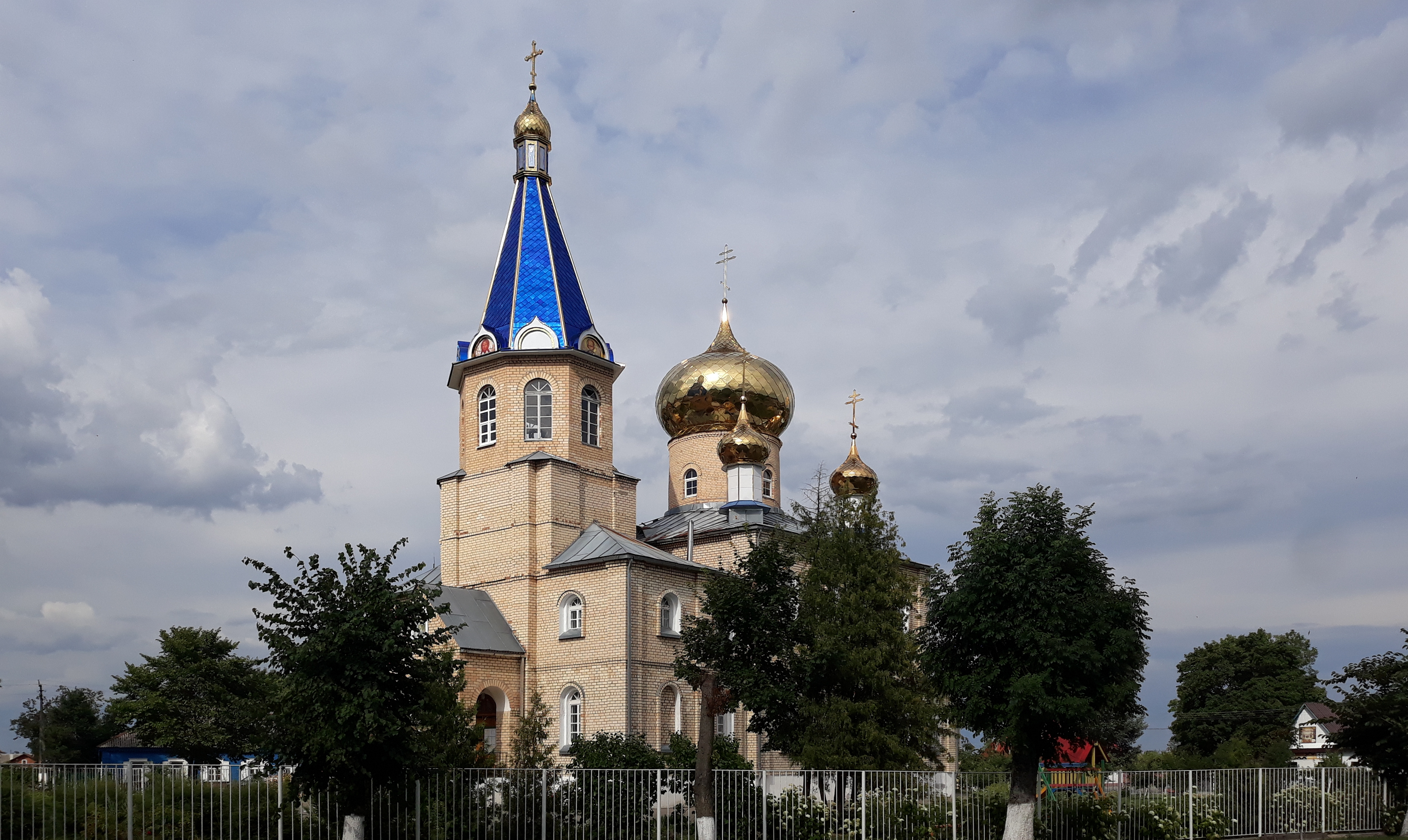
St.-Nikolaus-Kirche in Tscherwen (2019)

Tscherwen (belarussisch Чэрвень), auch Tscherwien, ist eine Stadt in der Minskaja Woblasz in Belarus. Sie wurde 1387 gegründet und hat heute etwa 10.000 Einwohner.
Die Stadt hieß bis 1923 Ігумен Igumen und wurde dann in Tscherwen umbenannt, was im Belarussischen Juni bedeutet. In der Stadt gibt es unter anderem ein Ortsmuseum und die Heilige Geburtskirche Bagaroditskaya.

## Söhne und Töchter der Stadt
- H. Leivick (1888–1962), jiddischer Dichter
- Walery Schary (* 1947), sowjetischer Gewichtheber
- Michail Pikulik (1948–2006), sowjetischer Herpetologe und Ökologe
- Oleg Nowizki (* 1971), russischer Kosmonaut
- Ilona Ussowitsch (* 1982), Sprinterin